# Ophidiofobi
Ophidiofobi er betegnelsen for fobien, hvor man har en sygelig angst for slanger. Ophidia er det græske navn for slange, mens fobi er ordet skræk. Der findes mange forskellige fobier over for bestemte krybdyr, men ophidiofobi er den mest udbredte. Hypnose, adfærdsterapi og meditation har alle vist sig at have en effekt i behandlingen af fobien for slanger.

## Fobien i populær kultur
I Indiana Jones filmene har hovedpersonen denne fobi